# 開荒島民
《開荒島民》（英語：Wrecked）是一部由喬登·希普利與賈斯汀·希普利開創，於2016年6月14日在TBS開播的災難喜劇。2017年9月13日，本劇獲TBS第3季續訂。

## 卡司
| 演員            | 角色            | 登場季數        | 登場季數        | 登場集數 |
| 演員            | 角色            | 1               | 2               | 登場集數 |
| --------------- | --------------- | --------------- | --------------- | -------- |
| 札克·克瑞格     | 歐文·歐康納     | 主演            | 主演            | 19       |
| 阿西夫·阿里     | 派克·赫拉       | 主演            | 主演            | 19       |
| 瑞斯·達比       | 史提夫          | 主演            | 主演            | 18       |
| 布魯克·迪爾曼   | 凱倫            | 主演            | 主演            | 16       |
| 金潔·岡薩加     | 艾瑪            | 主演            | 常設            | 8        |
| 威爾·格林伯格   | 托德·辛科       | 主演            | 主演            | 19       |
| 潔西卡·勞       | 芙蘿綸絲        | 主演            | 主演            | 19       |
| 松村艾麗        | 加藤潔絲        | 主演            | 主演            | 18       |
| 布萊恩·薩卡     | “丹尼”爾·華萊士 | 主演            | 主演            | 18       |
| 詹姆斯·斯科特   | 連恩            | 主演            | Does not appear | 1        |
| 喬治·貝索爾     | 切特            | 常設            | 常設            | 13       |
| 伊麗莎·庫伯     | 蘿莎            | 常設            | Does not appear | 2        |
| 艾琳·海茵斯     | 蘿莎            | Does not appear | 客串            | 1        |
| 塔德·艾倫·德金  | 柯特·糞孔       | 常設            | 客串            | 7        |
| 蕾拉·伊蘭       | 黛安            | 常設            | 客串            | 9        |
| 布蘭登·詹寧斯   | 傑瑞            | 常設            | Does not appear | 4        |
| 麥克·班尼提茲   | 羅傑            | 常設            | Does not appear | 3        |
| 威爾·麥勞夫林   | 布魯斯          | 常設            | 常設            | 10       |
| 拉維·帕特爾     | 吊嘎            | 客串            | 常設            | 5        |
| 盧卡斯·哈茲雷特 | 印花頭巾        | 客串            | 常設            | 3        |
| 羅瑞·史科佛     | 柯瑞            | 客串            | 常設            | 4        |
| 艾本妮·諾埃爾   | 梭子魚          | Does not appear | 常設            | 6        |
| 丁克·歐尼爾     | 迪克·華萊士     | 客串            | 客串            | 2        |

### 主要角色
- 札克·克瑞格（英语：Zach Cregger） 飾演 歐文（Owen O'Connor）

空服員，總是與人保持距離。
- 布萊恩·薩卡（英语：Brian Sacca） 飾演 “丹尼”爾·華萊士（Danniel "Danny" Wallace）

不為人知的富二代，一心想成為警察。
- 阿西夫·阿里（Asif Ali） 飾演 派克·赫拉（Pack Hara）

印度裔乘客，體育經紀人，是個工作狂。
- 瑞斯·達比（英语：Rhys Darby） 飾演 史提夫（Steve）

乘客之一，來自紐西蘭，雙腳因飛機失事而受傷，後成為倖存者的領導。在成為領導後卻實施高壓統治，直到後來被推翻才重回良善之人。
- 布魯克·迪爾曼（英语：Brooke Dillman） 飾演 凱倫（Karen）

乘客之一，是個冷酷又強悍的女性。後被史提夫命為孤島副總統，並為史提夫效命。曾是個誤入邪教，備受奴役的梅西姊妹。
- 金潔·岡薩加（Ginger Gonzaga） 飾演 艾瑪（Emma）

乘客之一，前足科醫師，為芙蘿綸絲的摯友兼室友。
- 威爾·格林伯格（Will Greenberg） 飾演 托德·辛科（Todd Hinkle）

乘客之一，潔絲交往七年的男友，是個自私自利的人。
- 潔西卡·勞（Jessica Lowe） 飾演 芙蘿綸絲（Florence）

乘客之一，艾瑪的摯友兼室友。
- 松村艾麗 飾演 加藤潔絲（Jess Kato）

托德交往七年的女友，緊張時會有過度換氣症。
- 詹姆斯·斯科特 飾演 連恩（Liam）

前英國特種部隊探員，為倖存者的領導人，後因被飛機頭殘骸砸中而喪命。

### 常設角色
- 喬治·貝索爾（George Basil） 飾演 切斯特·“切特”·蒙哥馬（Chester "Chet" Montgomery）

飛機乘客，藥癮者。曾經是個事業有成的富人，卻在遭伴侶劈腿後放棄擁有的一切。
- 伊麗莎·庫伯（英语：Eliza Coupe）／艾琳·海茵斯（英语：Erinn Hayes） 飾演 蘿莎（Rosa）

空服員領班，在飛機失事後，變得瘋癲。
- 傑梅奈·克萊門特 飾演 路瑟（Luther）

郵輪活動主持人。
- 艾本妮·諾埃爾（Ebonee Noel） 飾演 梭子魚（The Barracuda）

海盜首領。
- 拉維·帕特爾（英语：Ravi Patel (actor)） 飾演 吊嘎（Tank Top）

海盜，梭子魚的手下。
- 盧卡斯·哈茲雷特（Lucas Hazlett） 飾演 印花頭巾（Bandana）

海盜，梭子魚的手下。
- 塔德·艾倫·德金（Todd Allen Durkin） 飾演 柯特·糞孔（Kurt Turdhole）

飛機乘客，因姓氏特異而常遭取笑。
- 蕾拉·伊蘭（Lela Elam） 飾演 黛安（Diana）

飛機乘客，來自托雷多。
- 布蘭登·詹寧斯（Brendan Jennings） 飾演 傑瑞（Jerry）

已死的乘客，總是出現在派克的幻覺中。
- 丁克·歐尼爾（Dink O'Neal） 飾演 迪克·華萊士（Dick Wallace）

丹尼糟糕的父親，因高爾夫球車爆炸而亡。
- 肖恩·迪斯頓（Shaun Diston） 飾演 V領（V-Neck）

海盜，梭子魚的手下。
- 麥克·班尼提茲（Mike Benitez） 飾演 羅傑（Roger）

飛機乘客，因飛機失事而毀容。
- 羅瑞·史科佛（英语：Rory Scovel） 飾演 柯瑞（Corey）

飛機乘客，喜歡芙蘿綸絲。
- 威爾·麥勞夫林（Will McLaughlin） 飾演 布魯斯（Bruce）

飛機乘客。
- 帕特里克·考克斯（Patrick Cox） 飾演 絨布（Flannel）

海盜，梭子魚的手下。

## 製作

### 開發
2014年10月24日，TBS預訂了由喬登·希普利與賈斯汀·希普利撰寫，被譽為喜劇版《Lost檔案》的單鏡喜劇試播集，由傑西·何拉製作，預計於波多黎各展開拍攝。本劇被描述為《Lost檔案》與《酒吧五傑》的集合體，故事將講述一台飛機失事於荒島上，倖存的乘客將在島上面臨各種威脅與考驗。
2015年5月13日，TNT與TBS主席身兼透納娛樂首席內容官的凱文·賴利正式給予本劇10集系列預訂，由《廢柴聯盟》、《好友行不行》摩西·波特擔任節目統籌，並與何拉共同擔任執行製作。
2016年7月6日，TBS宣布續訂第2季。2017年9月13日，TBS宣布續訂第3季。

### 選角
2015年1月26日，公布演員陣容名單：札克·克瑞格飾演以擔任空服員來逃避出社會的歐文；金潔·岡薩加飾演決定離開醫學院，並與好友芙蘿綸絲前行泰國的艾瑪；潔西卡·勞飾演充滿知性與女權意識，擁有前瞻性社會思想的芙蘿綸絲；阿西夫·阿里飾演不能沒有iPhone的體育經理人派克；松村艾麗飾演和男友托德（威爾·格林伯格 飾演）前往泰國度假，並為兩人戀情苦惱的潔絲；布魯克·迪爾曼飾演Google競爭對手Bing的副主席凱倫；詹姆斯·斯科特飾演前英國特種部隊探員，現為戰爭難童爭取人權的帥氣男子連恩；喬治·貝索爾飾演在飛機上酒醉，連飛機失事都不知道的切特；布萊恩·薩卡飾演想成為警察的丹尼。

## 集數
| 季數 | 集数 | 集数 | 首播日期      | 首播日期      |
| 季數 | 集数 | 集数 | 首映          | 季终          |
| ---- | ---- | ---- | ------------- | ------------- |
| 1    | 10   | 10   | 2016年4月11日 | 2016年5月30日 |
| 2    | 10   | 10   | 2017年6月20日 | 2017年8月22日 |

## 收視
| 季數 | 播出時間（ET）                                     | 集數 | 首映          | 首映         | 首映          | 季終          | 季終         | 季終          | 18–49歲 收視 平均 | 平均 收視人数 （百萬） |
| 季數 | 播出時間（ET）                                     | 集數 | 日期          | 18–49歲 收視 | 收視 （百萬） | 日期          | 18–49歲 收視 | 收視 （百萬） | 18–49歲 收視 平均 | 平均 收視人数 （百萬） |
| ---- | -------------------------------------------------- | ---- | ------------- | ------------ | ------------- | ------------- | ------------ | ------------- | ----------------- | ---------------------- |
| 1    | 星期二 22:00（Ep 1, 3–9） 星期二 22:30（Ep 2, 10） | 10   | 2016年6月14日 | 0.61         | 1.648         | 2016年8月2日  | 0.35         | 0.918         | 0.45              | 1.249                  |
| 2    | 星期二 22:00（Ep 1） 星期二 22:30（Ep 2–10）       | 10   | 2017年6月20日 | 0.49         | 1.205         | 2017年8月22日 | 0.39         | 1.076         | 0.39              | 1.003                  |

## 評價
《開荒島民》獲得好壞參半的評價。於爛番茄整合的評論中，本劇獲得55%新鮮度、4.5/10分（11位評論家），評論家共識：「《開荒島民》有著極具惡搞《Lost檔案》的想像力，但演員的表現似乎稍嫌不足。」於Metacritic整合的評論中，本劇獲得56分（滿分100分；11位評論家），屬好壞參半的評價。

## 外部連結
- 官方网站（英文）
- 互联网电影数据库（IMDb）上《開荒島民》的资料（英文）